# ISO/IEC 7810

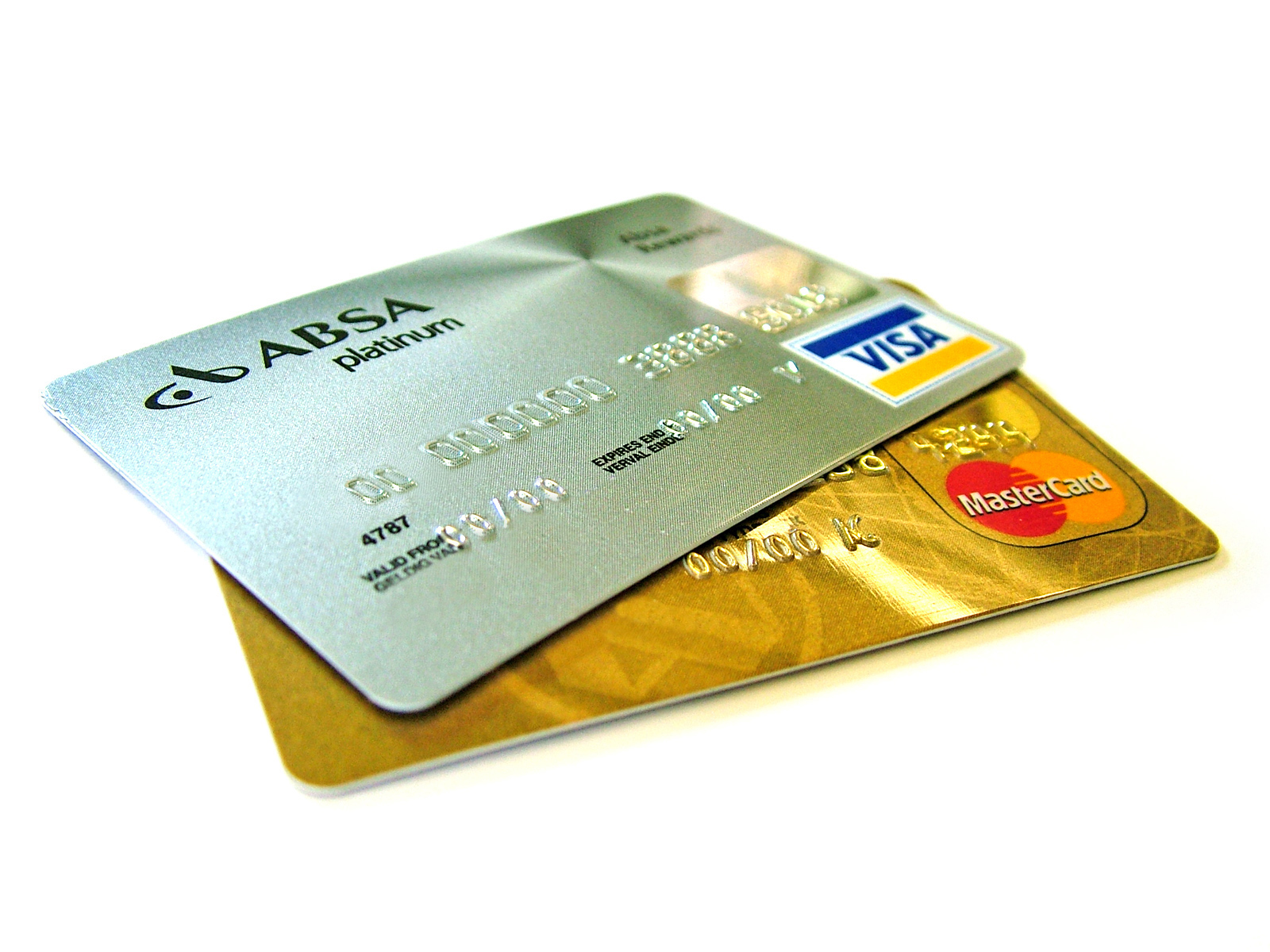
Las tarjetas de crédito son un ejemplo común de la norma ISO/IEC 7810.

La norma ISO/IEC 7810 Tarjetas de identificación - Características físicas, es el estándar internacional de las tarjetas de identificación, como los documentos de identidad o las tarjetas electrónicas tipo tarjetas de crédito.
Las características especificadas en la norma incluyen:
- las dimensiones físicas y sus tolerancias;
- las condiciones para la conformidad;
- la construcción y los materiales de las tarjetas de identificación;
- las características físicas de las tarjetas, tales como rigidez a la flexión, inflamabilidad, toxicidad, resistencia a productos químicos, la estabilidad dimensional, la adhesión o el bloqueo, la deformación, resistencia al calor, las distorsiones de la superficie, y la contaminación.

## Tamaños

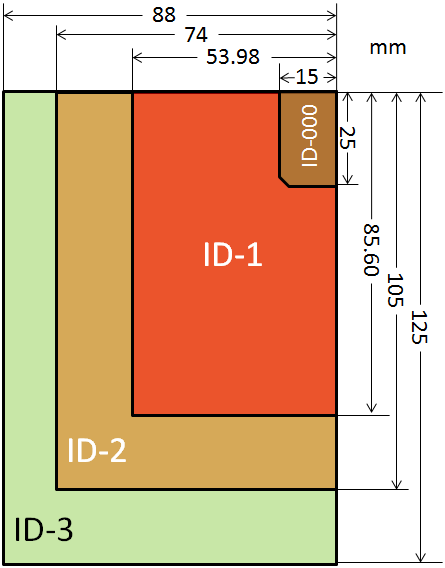
Ilustración de tamaños ISO/IEC 7810

La norma ISO/IEC 7810 específica cuatro tamaños diferentes, todas con un grosor de 0,76 mm:
| Identificación | Ancho × alto (mm) |
| -------------- | ----------------- |
| ID–000         | 25 × 15           |
| ID–1           | 85,60 × 53,98     |
| ID–2           | 105 × 74          |
| ID–3           | 125 × 88          |

### ID-1
El formato ID-1 especifica un tamaño de 85,60 × 53,98 mm y esquinas redondeadas con un radio de entre 2,88 y 3,48 mm. Se utiliza comúnmente para las tarjetas de pago, sistemas de cobro automatizado, tarjetas para el transporte público y en las tarjetas de fidelidad comerciales. Hoy en día también se utiliza para o el permiso de conducción en muchos países y para las tarjetas de identidad personal en algunos países como el DNI en España o la cédula de identidad en Uruguay.

### ID-2
El formato ID-2 especifica 105 × 74 mm. Este tamaño es el formato A7. Se utiliza, por ejemplo, para los visados y para el documento de identidad francés.

### ID-3
El formato ID-3 especifica un tamaño de 125 × 88 mm. Este tamaño es el formato B7. Se utiliza comúnmente para pasaportes.

### ID-000
ID-000 especifica un tamaño de 25 x 15 mm, con una esquina ligeramente biselada (3 mm). El tamaño ID-000 fue definido por primera vez por ENV 1375-1. Este tamaño se utiliza para el formato mini-SIM de las tarjetas SIM de los móviles.

### ID-000 como parte de ID-1
Un anexo informativo (es decir, no obligatorio) describe cómo una tarjeta tamaño ID-000 puede ser incluida en una tarjeta de tamaño ID-1 para su procesamiento, por ejemplo, en un lector ID-1, pero con áreas de recorte alrededor del perímetro de la tarjeta de tamaño ID-000 para permitir que sea retirada de la tarjeta de tamaño ID-1 sin necesidad de herramientas de perforación. Una tarjeta de tamaño ID-1 que contiene una tarjeta de tamaño ID-000 se denota como ID-1/000.